# William Thomas Turner
William Thomas Turner (Liverpool, 23 de outubro de 1856 – Lancashire, 23 de junho de 1933) foi um marinheiro britânico mais conhecido por ter sido o oficial comandante do RMS Lusitania quando este foi afundado por um torpedo alemão em maio de 1915.

## Carreira e honras

### Início de vida e carreira
Nascido em Liverpool, na Inglaterra, filho de Charles Turner, também marinheiro, Turner embarcou em um navio pela primeira vez a bordo do Grasmere entre as idades de 8 e 13 anos. Mais tarde, Turner serviu sob o comando de seu pai no Queen of the Nations. Embora seja mais conhecido pelo seu papel no desastre do Lusitania, Turner foi considerado um excelente navegador que realizou diversas travessias em velocidades notáveis, incluindo uma travessia de Liverpool para Nova Iorque em 12 dias em 1910, sendo posteriormente promovido por sua habilidade apesar de seu comportamento rude em torno dos passageiros. Dizem que Turner se referia aos passageiros como "uma carga de macacos sangrentos que estão constantemente tagarelando".

### Atos de heroísmo
Durante seu serviço a bordo do Cherborg, Turner ganhou reconhecimento após resgatar um homem e um menino que haviam caído na água após o navio Alice Davies ser destruído em uma colisão com o Cherborg. Ele mais uma vez ganhou fama após resgatar um garoto de 14 anos que havia caído do Alexandra Dock, sendo premiado com a medalha de prata da Liverpool Shipwreck and Humane Society's. Turner recebeu a Transport Medal por prestar um excelente serviço em 1902, quando, como capitão do Umbria, ele transferiu tropas para a África do Sul durante a Guerra dos Bôeres. Turner recebeu outro prêmio da Liverpool Shipwreck and Humane Society após resgatar a tripulação do West Point em 1910. 

### Lista de embarcações notáveis servidas por Turner
- Grasmere
- White Star
- Queen of Nations
- Cherbourg
- Star of the East
- SS Catalonia
- RMS Umbria
- SS Aleppo
- RMS Carpathia
- SS Ivernia
- RMS Caronia
- RMS Mauretania
- RMS Aquitania
- RMS Transylvania
- RMS Lusitania
- SS Ultonia

### Carreira pela Cunard
Seguindo os passos de seu pai, Turner ingressou na Cunard Line em 1878 como quarto oficial, deixando a companhia em 1883 para ganhar a experiência adicional necessária para uma promoção. Turner ganhou sua licença de capitão em 1886, retornando então para a Cunard em 1889. Em 1903, Turner recebeu seu primeiro comando, o Aleppo.
Em 1915, o Lusitania foi atingido por um torpedo de um submarino alemão e naufragou. Após o naufrágio do Lusitania, um inquérito do Almirantado trouxe acusações graves contra Turner. Winston Churchill estava diretamente envolvido com o caso de Turner. As acusações o assombraram pelo resto de seus dias, no qual ele viveu em reclusão.

### SSIvernia
No outono de 1916, quase um ano após o naufrágio do Lusitania, Turner foi designado para comandar o navio SS Ivernia, que havia sido fretado para uso no transporte de tropas pelo governo britânico. No dia de ano novo de 1917, o navio foi torpedeado no Mar Mediterrâneo por um submarino alemão, com 2.400 soldados a bordo. O navio afundou rapidamente com a perda de 36 tripulantes e 84 soldados. Mais uma vez, Turner sobreviveu ao naufrágio. Desta vez, segundo o jornal The New York Times, ele permaneceu na ponte até que todos a bordo tivessem partido em botes salva-vidas e balsas "antes de sair para nadar quando a embarcação caiu sob seus pés".

## Vida pessoal
Turner recebeu o apelido de Bowler Bill devido ao seu costume de comprar um novíssimo chapéu-coco ao assumir o comando de uma embarcação.
Turner se casou com a prima Alice Hitching em 1883. Eles moraram juntos em Manchester e tiveram dois filhos, Percy (nascido em 1885) e Norman (nascido em 1893). Alice se mudou em 1903 com os filhos de Turner quando o casal se separou. Eles permaneceram separados pelo resto de suas vidas, com Turner morando com sua governanta e companheira Mabel Every. Após a investigação do Almirantado, Alice emigrou com os filhos de Turner para a Austrália em 1915 e posteriormente mudou-se para o Canadá em uma data desconhecida. Sem saber que seus filhos haviam se mudado para o Canadá com Alice, Turner foi procurá-los ao ser diagnosticado com câncer colorretal. Em novembro de 1919, Turner se aposentou, dizendo a Mabel: "Tudo o que eu quero agora é uma vida tranquila". Nesta mesma época, ele foi premiado com a Ordem do Império Britânico.
Turner morreu de câncer intestinal em 1933. Ironicamente, seu filho Percy Wilfred Turner, aos 55 anos, faleceu em 16 de setembro de 1941 a bordo do MV Jedmoor, quando este foi afundado pelo submarino alemão U-98.